# Within a Mile of Home
Within a Mile of Home est le troisième album studio de Flogging Molly sorti en 2004. Cet album a atteint la 20e place du U.S. Billboard Top 200 Chart et la 1re place du Independent Music Chart. Il se compose des pistes suivantes :
1. « Screaming At The Wailing Wall » (3:41)
2. « Seven Deadly Sins » (2:50)
3. « Factory Girls (Featuring Lucinda Williams) » (3:51)
4. « To Youth (My Sweet Roisin Dubh) » (3:17)
5. « Whistles The Wind » (4:32)
6. « Light Of A Fading Star » (3:52)
7. « Tobacco Island » (5:17)
8. « The Wrong Company » (0:36)
9. « Tomorrow Comes A Day Too Soon » (3:32)
10. « Queen Anne's Revenge » (3:06)
11. « Wanderlust » (3:31)
12. « Within A Mile Of Home » (3:53)
13. « The Spoken Wheel » (2:13)
14. « With A Wonder And A Wild Desire » (3:40)
15. « Don't Let Me Die Still Wondering » (4:17)